# Schneehorn
Schneehorn är en bergstopp i Schweiz.   Den ligger i distriktet Obersimmental-Saanen och kantonen Bern, i den sydvästra delen av landet, 60 km söder om huvudstaden Bern. Toppen på Schneehorn är 3 178 meter över havet, eller 112 meter över den omgivande terrängen. Bredden vid basen är 0,75 km.
Terrängen runt Schneehorn är huvudsakligen bergig, men den allra närmaste omgivningen är kuperad. Närmaste större samhälle är Sierre, 10,9 km söder om Schneehorn. 
Trakten runt Schneehorn består i huvudsak av gräsmarker. Runt Schneehorn är det glesbefolkat, med 18 invånare per kvadratkilometer.